# Ken Ilsø
Ken Ilsø Larsen (* 2. Dezember 1986 in Hvidovre) ist ein ehemaliger dänischer Fußballspieler.

## Karriere

### Anfänge in Dänemark und den Niederlanden (bis 2011)
Ilsø begann seine Karriere in der Jugend beim Kopenhagener Verein Pioneren und weiteren Vereinen in der dänischen Hauptstadt, unter anderem dem BK Frem und Kjøbenhavns Boldklub. Im Jahr 2004 wechselte er in die Jugend des SC Heerenveen.
Nach seiner Jugendausbildung in den Niederlanden wurde Ilsø in die Profimannschaft geholt, für die er jedoch nur ein Spiel machte. 2007 kehrte er nach Dänemark zurück und unterschrieb einen Vertrag bei SønderjyskE. 2009 wechselte er zum FC Midtjylland.

### In Deutschland (2011–2014)
In der Winterpause 2010/11 wurde Ilsø bis zum Ende der Saison 2010/11 an den damaligen deutschen Zweitligisten Fortuna Düsseldorf ausgeliehen. Sein erstes Spiel für die Fortuna absolvierte er am 23. Januar 2011 beim 2:4 im Berliner Olympiastadion gegen Hertha BSC, als er in der 83. Minute eingewechselt wurde. Bei seinem Heimdebüt erzielte Ilsø eine Woche später drei Tore gegen den FSV Frankfurt. Da er sich auch in den kommenden Spielen als treffsicher erwies, nutzten die Düsseldorfer die im Leihvertrag ausgehandelte Kaufoption und sicherten sich für eine Ablösesumme von 300.000 Euro für zwei weitere Spielzeiten die Dienste des Dänen. In der Folgesaison stieg Ilsø mit der Fortuna in die Bundesliga auf, nachdem man sich in der Relegation gegen Hertha BSC durchgesetzt hatte.
Am 31. Juli 2013 wechselte Ilsø zum Zweitligisten VfL Bochum und unterschrieb dort einen Zweijahresvertrag. Sein Debüt absolvierte er am 4. Spieltag beim 2:2 gegen den FC St. Pauli, sein erstes Tor erzielte er beim 4:2-Sieg über den SC Paderborn 07 mit dem Treffer zum 3:2. Am 13. Februar 2014 löste der Verein Ilsøs Vertrag mit sofortiger Wirkung auf.

### Stationen außerhalb Europas (2014–2019)
Ende Februar 2014 unterschrieb Ilsø einen Vertrag beim chinesischen Club Guangzhou R&F, der von Sven-Göran Eriksson trainiert wurde. Am 29. Mai 2014 gab er seinen Abschied aus Guangzhou bekannt.
Nachdem er Guangzhou verlassen hatte, reiste er sechs Monate durch Asien, bevor er im Januar 2015 zu Home United in die singapurische S-League wechselte. Anfang Januar 2017 wechselte er zum malaysischen Club Kedah FA. Über die Zwischenstation FA Penang wechselte Ilsø im Juli 2018 nach Australien zu Adelaide United und erhielt einen Einjahresvertrag.

## Dopingvergehen und Karriereende
Im März 2019 wurde Ilsø aufgrund einer positiven Dopingprobe vom Januar des Jahres vorläufig bis zum Ergebnis der B-Probe suspendiert. Die Probe wies einen positiven Befund auf Kokain auf. Endgültig wurde er am 18. Oktober 2019 durch den australischen Fußballverband für zwei Jahre gesperrt. Der Däne akzeptierte die Sperre und erklärte damit zusammenhängend das Ende seiner aktiven Karriere.

## Privates
Seine Eltern Else Ilsø Larsen und Finn Ilsø sind beide bekannte Sportler in Dänemark. Finn war ein professioneller Fußballspieler und Else spielte Handball in der dänischen Jugend-Nationalmannschaft.
Ken hat zwei Brüder, Nick und Marco. Marco Ilsø ist Schauspieler und bekannt aus der TV-Serie Vikings.